# Angiolo Cappiardi
Angiolo Cappiardi (Signa, ... – XIX secolo) è stato un architetto e incisore italiano, attivo in Toscana.

## Biografia
Oriundo di Signa, il Cappiardi restaurò nel 1856 la chiesa di Santa Maria a Olmi nel Mugello. A lui si devono, tra i vari, i progetti del neogotico cimitero di San Martino a Gangalandi (1855, inizio lavori 1866) e il palazzo comunale di Lastra a Signa.
Fu anche vedutista, realizzando le incisioni per numerose illustrazioni di città toscane, tra cui Firenze e Pisa.
È sepolto nel cimitero di San Martino a Gangalandi.